# الدانا (معرة النعمان)
الدانا (معرة النعمان) قرية سورية تتبع ناحية مركز معرة النعمان في منطقة معرة النعمان في محافظة إدلب. بلغ عدد سكانها 6000 نسمة في عام 2009 حسب إحصاء المكتب المركزي للإحصاء.